# Piefke
Piefke is een spotnaam die Oostenrijkers geven aan Duitsers, met name aan Noord-Duitsers.
De herkomst van de naam staat niet vast, maar zou refereren aan Gottfried Piefke (1817 – 1884). Toen in 1866, tegen het einde van de Pruisisch - Oostenrijkse oorlog, in de omgeving van Wenen een Pruisische legerparade plaatsvond waarbij Gottfried en zijn broer Ruddolph Piefke het muziekkorps dirigeerden, riepen de Weners: "Die Piefkes kommen!" Sindsdien worden Duitsers van boven de rivier de Main Piefkes genoemd.
Tegenwoordig is het eigenlijk een scheldnaam voor alle Duitsers geworden. Er is hier ook een televisieserie aan gewijd, Die Piefke-Saga, die handelt over een Duits industrieel gezin dat alle vakanties in Oostenrijk doorbrengt, maar wel de Piefkes zijn.